# Teinostoma lenticulare
Teinostoma lenticulare is een slakkensoort uit de familie van de Tornidae. De wetenschappelijke naam van de soort is voor het eerst geldig gepubliceerd in 1846 door H.C. Lea.